# Ursula Brömme
Ursula Brömme (* 9. August 1931 in Halle an der Saale; † 8. März 2001 in Leipzig) war eine deutsche Sängerin (zunächst Alt, dann Sopran) und Musikpädagogin.

## Leben
Brömme entstammte einer Handwerkerfamilie, in der Hausmusik gepflegt wurde. In ihrer Kindheit erhielt sie Klavierunterricht, ab 1947 war sie eine der ersten Studenten der Abteilung für Klavier an der Staatlichen Hochschule für Theater und Musik Halle. Liedbegleitungen förderten ihr Interesse am Gesang. Sie erhielt privaten Gesangsunterricht und hospitierte in der Gesangsabteilung der Hochschule. 1948 trat sie in die Klasse für Konzert- und Oratoriengesang ein. Der Gesangspädagoge Kurt Wichmann erkannte ihr Talent und förderte sie bestmöglich. Nach dem künstlerischen und pädagogischen Staatsexamen besuchte sie zusätzlich die Opernklasse des Regisseurs Heinz Rückert.
Im Jahr 1953 debütierte sie als Emilia in Verdis Otello am Stralsunder Theater. Sie sang u. a. die alte Burya in Jenůfa, die Gräfin im Wildschütz und die Frau Reich in den lustigen Weibern. Ein Jahr darauf erhielt sie eine Verpflichtung des Studios der Berliner Staatsoper. Von 1955 bis 1959 war sie am Meininger Theater tätig. Dort wechselte sie vom Alt zum Sopran.
Das Leipziger Ensemble wurde bei einem Gastspiel der Sängerin mit der Strauss Oper Salome auf sie aufmerksam. 1959 wurde sie als erste Sopranistin am neu entstehenden Opernhaus verpflichtet. Dort sang sie zahlreiche Partien, u. a. in Fidelio (Leonore), Carmen (Titelrolle), Un ballo in maschera (Amelia), Aida (Titelrolle), Der fliegende Holländer (Senta), Die Meistersinger von Nürnberg (Eva), Rienzi (Adriano), Jungfrau von Orléans (Titelrolle), Salome (Titelrolle), Die Frau ohne Schatten (Färberin), Tannhäuser und der Sängerkrieg auf Wartburg (Elisabeth), Jenůfa (Titelrolle) und Lady Macbeth von Mzensk (Katarina Ismailowa). 1969 war sie an der Uraufführung von Hanells Die griechische Hochzeit beteiligt. Gastspiele führten sie in den 1960er Jahren an die Semperoper Dresden, an die Bayerische Staatsoper München und die Ungarische Staatsoper Budapest. 1985 trat sie in den Ruhestand.
Weiterhin lehrte sie an der Leipziger Universität und der Musikhochschule. Sie war an mehreren Schallplattenproduktionen beteiligt.

## Auszeichnungen
1965 wurde sie mit dem Kunstpreis der DDR ausgezeichnet; außerdem trug sie den Ehrentitel einer Kammersängerin.

## Publikationen
- Wir waren damals keine Stars. Kammersängerin Ursula Brömme (1931–2000) über die Eröffnung des Opernhauses. In: Alexander von Maravić und Harald Müller (Hrsg.): Oper Leipzig. Schlaglichter auf fünf Jahrzehnte Musiktheater. Theater der Zeit, Berlin 2000, ISBN 978-3-940737-81-6, S. 176 ff.